# Agostino Perini
Pour les articles homonymes, voir Perini.
 (janvier 2020).
Si vous disposez d'ouvrages ou d'articles de référence ou si vous connaissez des sites web de qualité traitant du thème abordé ici, merci de compléter l'article en donnant les références utiles à sa vérifiabilité et en les liant à la section « Notes et références ».
Agostino Perini (né le 2 décembre 1802 à Trente et mort le 19 octobre 1878 à Padoue) était un naturaliste italien.

## Biographie
Agostino Perini passe son enfance dans l’exploitation familiale et développe très tôt un fort amour de la nature. Il entre en 1819 dans un collège de Datschitz en Moravie mais il le quitte bientôt pour aller à Vienne. De retour à Trente, il devient forestier et enseigne le dessin à l’école normale de la ville. Il acquiert alors de solides connaissances en sciences forestières, en botanique, en agronomie ainsi qu’en sériciculture,.
Perini se marie en 1828 avec Francesca Cippani, union dont naîtra quatre filles. Son opposition à la domination autrichienne l’oblige à quitter ses fonctions. Il devient alors à la Société agricole de Trente qui est dissoute en 1848 probablement à cause de son orientation jugée trop libérale. Avec son frère Carlo Perini (1817-1883), il fonde une imprimerie qui édite notamment la Gazzetta di Trento (à partir de 1849). En 1852, il accepte d’imprimer le journal officiel, Gazzetta Ufficiale, ce qui provoque beaucoup de rancœurs autour lui et l’entreprise perd bientôt la plupart de ses clients. Perini part alors à Padoue où il finit sa vie dans une assez grande misère.
.
Petrini est l’auteur d’une œuvre variée. On retient les trois volumes sur les châteaux du Tyrol (I castelli del Tirolo) qui paraissent en 1834, 1835 et 1839. Il fait paraître de nombreux articles culturels dans divers journaux comme Giornale agrario, Gazzetta di Trento, Raccoglitore et Messaggere di Rovereto. Dans le domaine de l’histoire naturelle, il faut signaler sa parution en 1829, de ses Memoria sulla storia delle foreste d Italia e di Germania. Comme d’autres naturalistes de son époque, il s’intéresse au dépérissement qui frappe les magnaneries et fait paraître en 1860 La malattia dominante nei bachi da seta. Avec son frère Carlo et de nombreux autres naturalistes, il fait paraître Statistica del Trentino (deux volumes, 1851 et 1852).